# Joe O'Cearuill
Joe O'Cearuill, född 9 februari 1987, är en fotbollsspelare. Han spelar som försvarare i Enfield Town. O'Cearuill debuterade i det irländska landslaget 2007.